# Farligt avfall

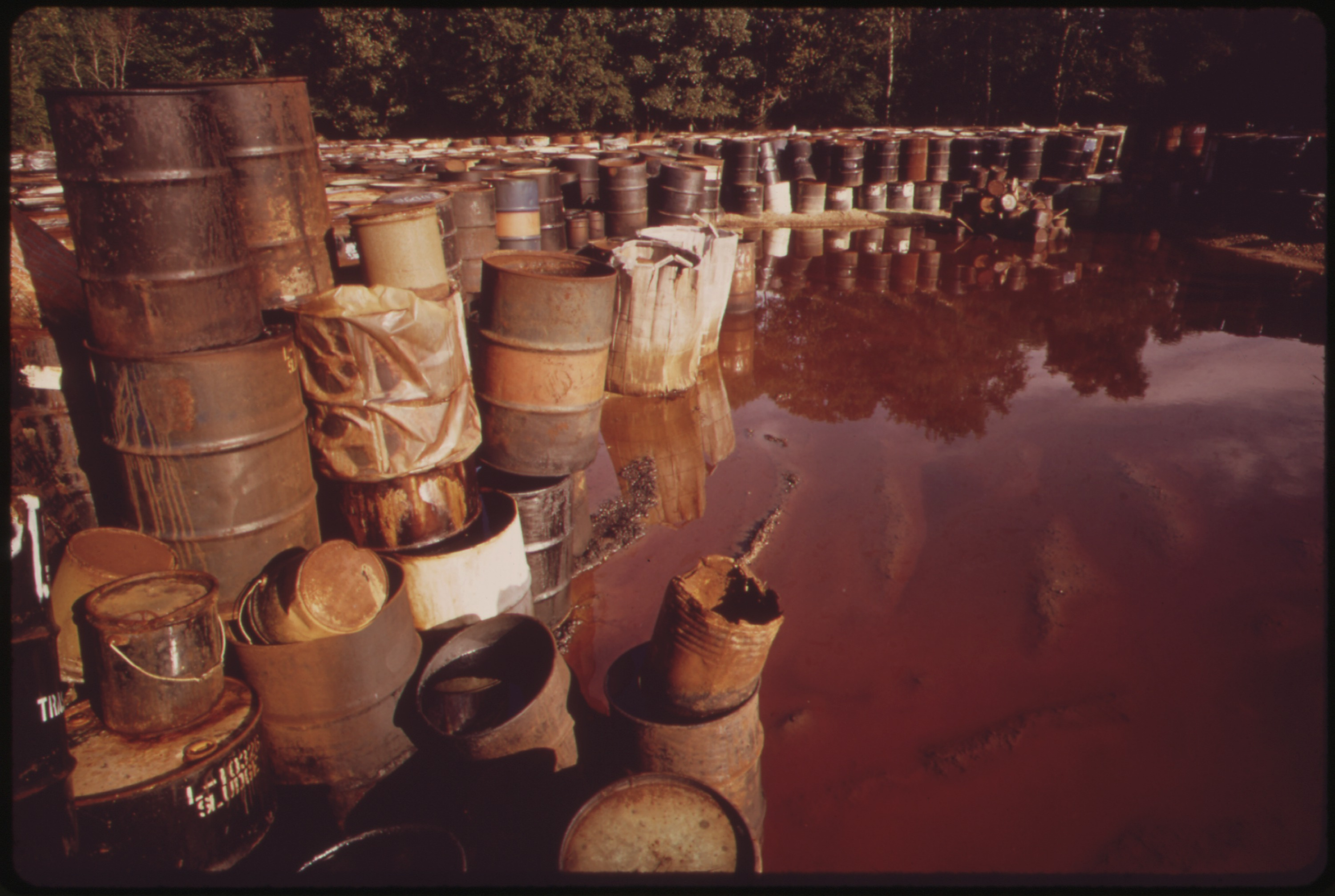
Farligt industriavfall.

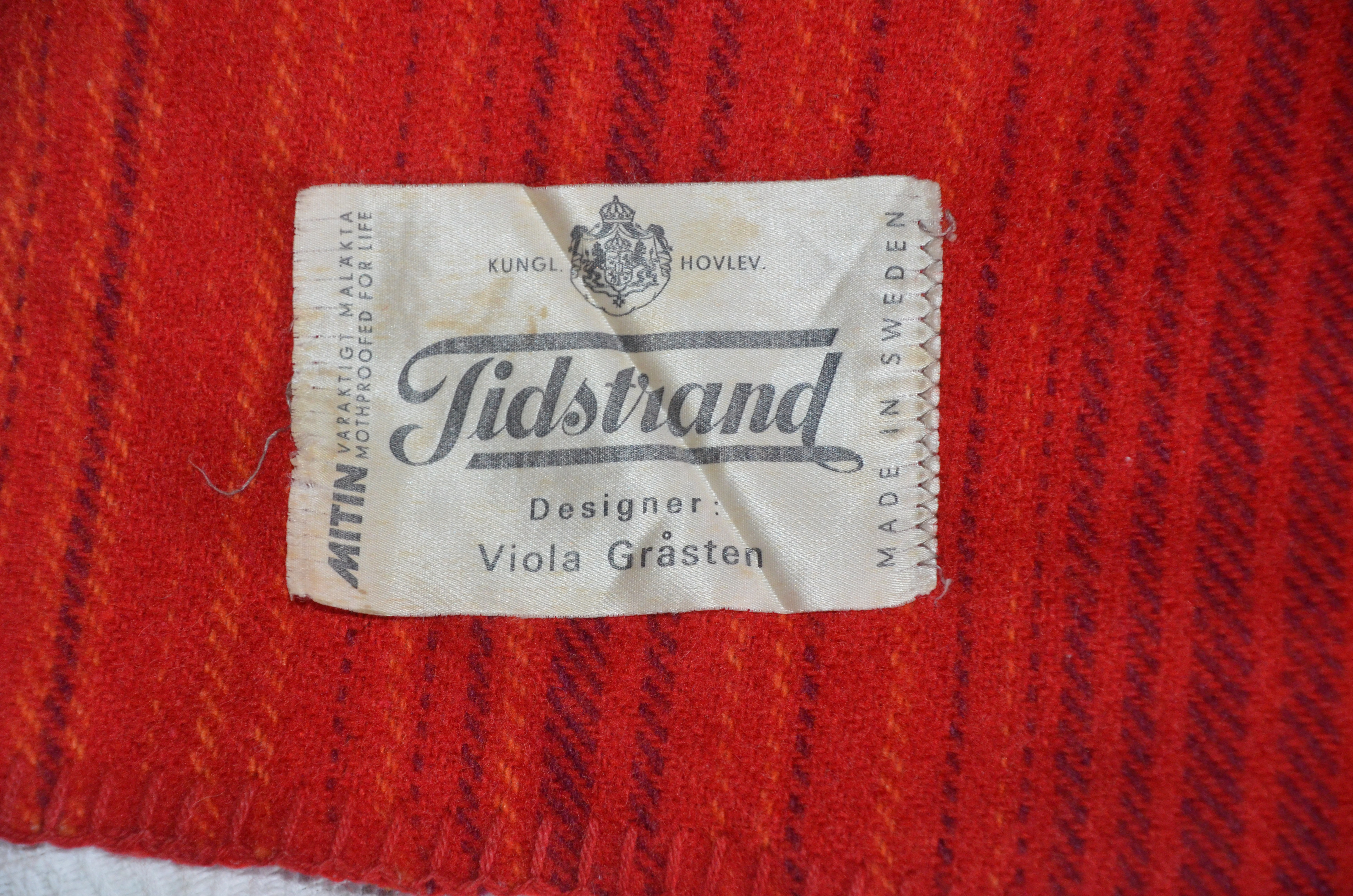
En pläd impregnerad med Mitin räknas som farligt avfall.

Farligt avfall är sådant avfall som potentiellt utgör en risk för liv och hälsa genom att, i sig självt eller i kontakt med luft eller vatten, bära egenskaper såsom att vara frätande, toxiskt, radioaktivt, brandfarligt, skadligt för miljön med mera. Detta avfall bör därför separeras från det övriga avfallsflödet och omhändertas separat. Farligt avfall klassificeras huvudsakligen på grundval av biologiska, kemiska och fysikaliska egenskaper.

## I Sverige
Hushållens farliga avfall domineras av batterier, spillolja, oljefilter, färgavfall och bekämpningsmedel.[källa behövs] Ett genomsnittligt hushåll i Sverige ger upphov till uppemot 5 kg farligt avfall per år.[källa behövs] Elektronikavfall brukar räknas som en särskild form av farligt avfall.
Kommunerna i Sverige är ansvariga för insamling av farligt avfall från hushåll. Det vanliga är att privatpersoner lämnar det på en bemannad återvinningscentral. Det kan även finnas fastighetsnära insamling, miljöbil och miljöstationer där det är möjligt att lämna farligt avfall. Större delen av det i Sverige uppkommande farliga avfallet behandlas av Sakab (Svensk avfallskonvertering AB) i Kumla.
Förorenade massor; jord, tjärasfalt, fräst tjärasfalt, tjärmakadam med mera innehållande mycket höga föroreningshalter klassas som farligt avfall och ska omhändertas på särskilda behandlingsanläggningar för jordbehandling och återvinning. Miljöstationer är ett miljövänligt lagringsutrymme för farligt avfall. I svåra fall sker deponering i klass 1 deponi och i extrema fall sker förbränning. Sedan några år[när?] utförs behandlingsåtgärder som resulterar i att massorna blir renade och kan återanvändas i anläggningsprojekt.